# Quai Saint-Michel
Le quai Saint-Michel est une voie située le long de la Seine, à Paris, dans le 5e arrondissement.

## Origine du nom
Le quai Saint-Michel doit son nom à la proximité du pont Saint-Michel, situé au voisinage de l'ancienne chapelle Saint-Michel du Palais.

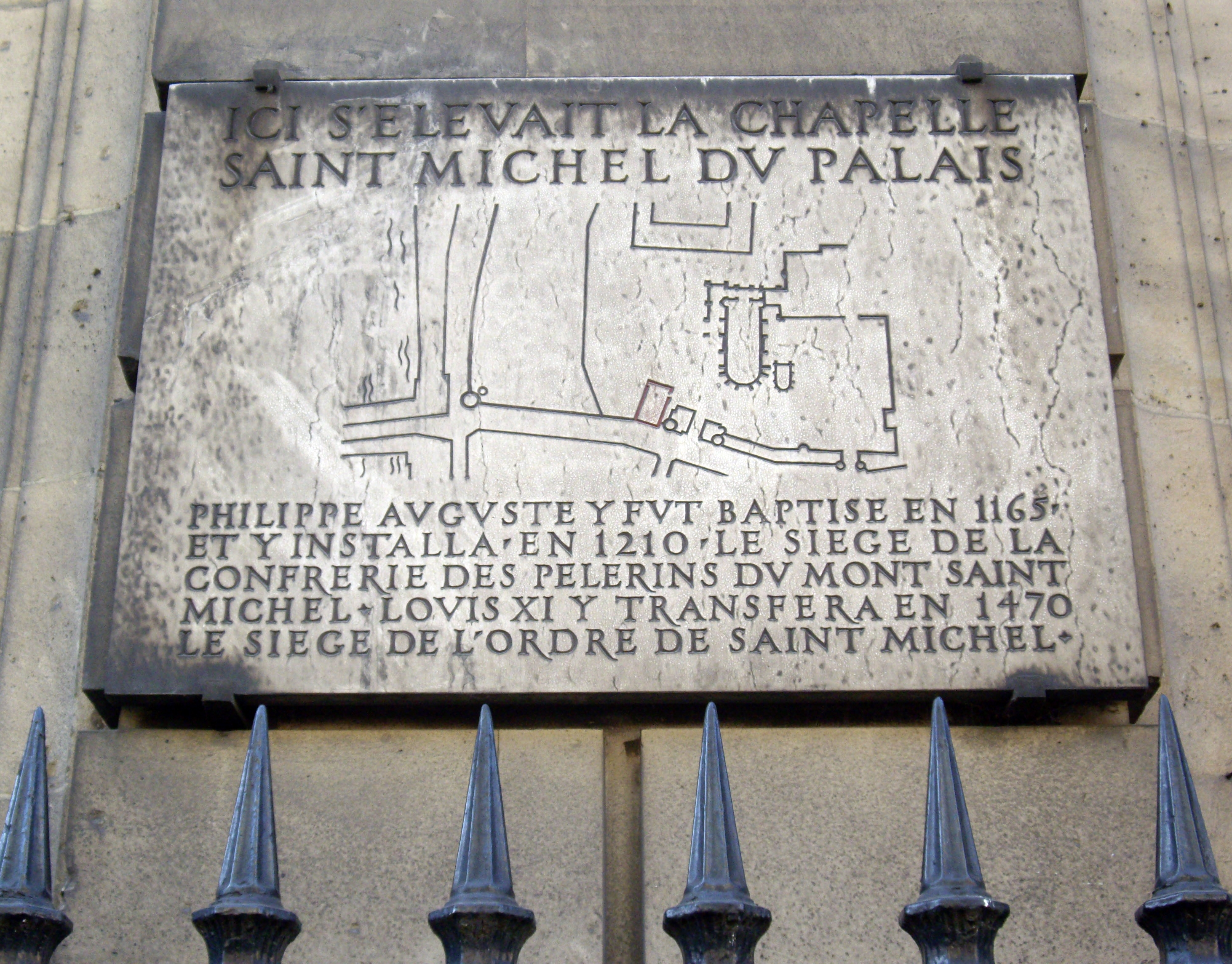
Plaque rappelant l'emplacement de la chapelle Saint-Michel, 8, boulevard du Palais.
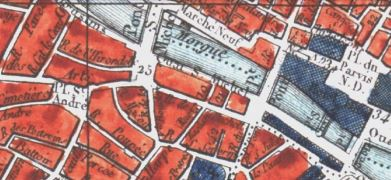
Quai Saint-Michel - plan de Paris d'Ambroise Tardieu - 1839.

## Historique
La première pierre du fondement du quai Saint-Michel fut posée le 4 août 1561.
« Bureau de la Ville, 4 août 1561.
 Aujourd'buy a esté imposé la première pierre du fondement du quai Sainct-Michel, en la présence de Monsieur le Prévost des marchands, de Marle, Messieurs Nicolas Godefroy et Jean Sanguin, eschevins, et les entrepreneurs du bâtiment dudit quay, et ont mesdicts sieurs magnné la dite première pierre avec la truelle et la chaulz, et ont donné ausdit entrepreneurs 3 escus pour le vin et 1 petit escu pour les peauvres. »
Il semble que, seule, la première pierre fut posée, à l'exception de quelques terrassements qui furent exécutés par les galériens détenus au Petit Châtelet, car un arrêt du Conseil du roi, en date du 25 avril 1767, et des lettres patentes en date du 31 juillet 1767 ordonnèrent la construction de ce quai avec la destruction des maisons qui bordaient la Seine et l'érection d'un quai à la place de la berge :
Le quai était, d’abord, appelé « quai de Gloriette » car il était situé sur le fief éponyme. Au début du quai a été établi le « cul-de-sac Gloriette », aussi nommé « cul-de-sac Trou-Punais ». La boucherie de Gloriette se tenait en ce lieu depuis 1421 .
Par lettres patentes du 22 avril 1769, il avait été prévu de lui donner le nom de « quai Bignon » en l’honneur d’Armand-Jérôme Bignon alors prévôt des marchands de Paris.
Les actes administratifs précédents n'ayant pas été suivi d'effet, un nouveau décret en date du 25 mars 1811 fut pris par Napoléon Ier et les travaux du pont de Montebello reprirent en 1812 : 
Le quai fut ouvert à la circulation en 1816, sous le nom de « quai Saint-Michel », appellation qu'il conserva jusqu'à un arrêté préfectoral de 1928 qui décida de donner au quai le nom de René Viviani. Les protestations contre ce changement de dénomination furent telles que le quai garda son odonyme originel. Un nouvel arrêté en date du 31 janvier 1929 rétablit officiellement le nom de « quai Saint-Michel ».
Lors du conseil municipal de Paris du 19 décembre 1929, il est proposé la couverture du petit bras de la Seine (ou bras de la Monnaie), entre le quai de Montebello et la place Saint-Michel, afin d’éviter que des clochards s’installent sur les banquettes. La création d’un jardin public est envisagée au-dessus du bras.

## Bâtiments remarquables et lieux de mémoire

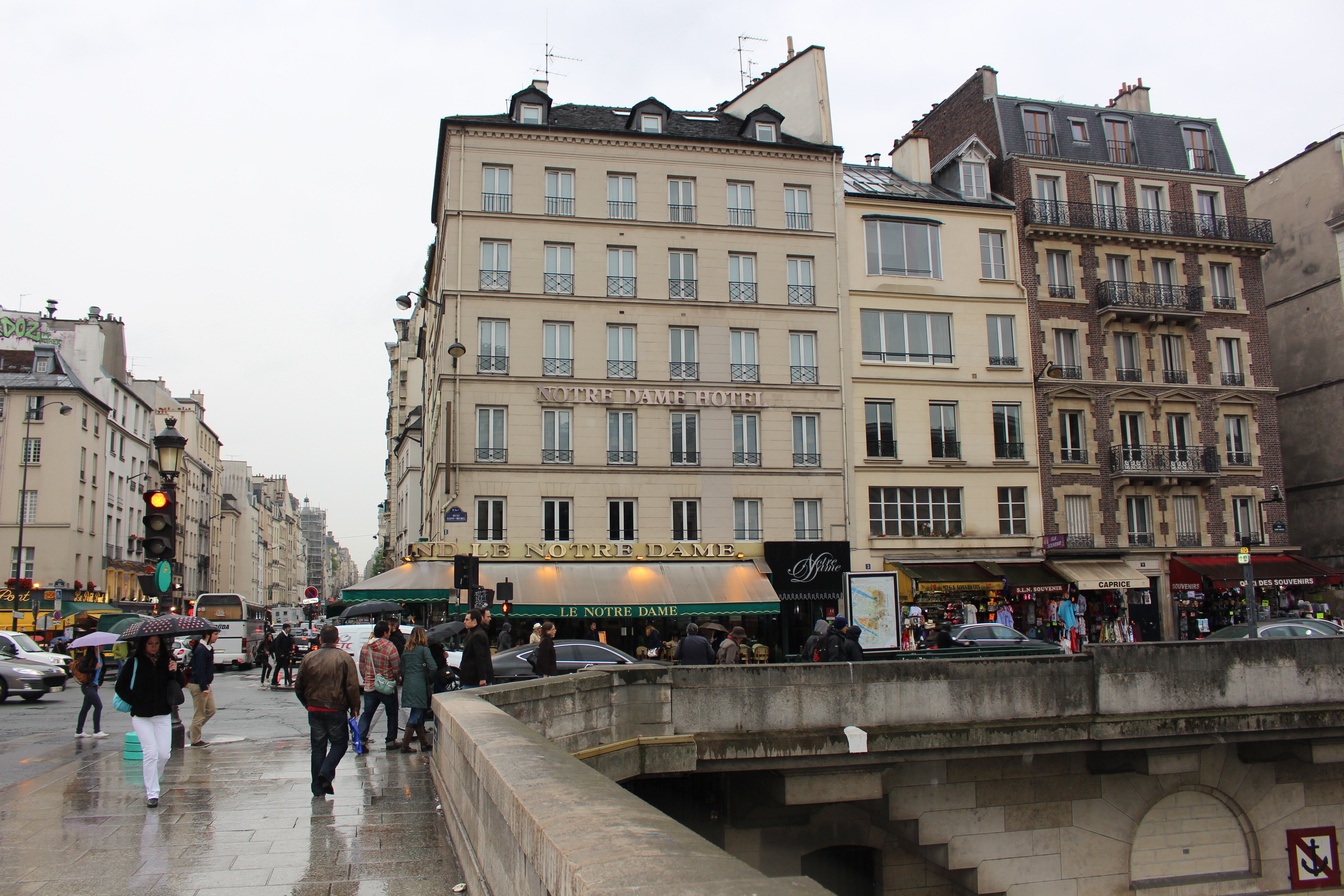
Nos 1, 3/7 et 9 du quai Saint-Michel en 2014.

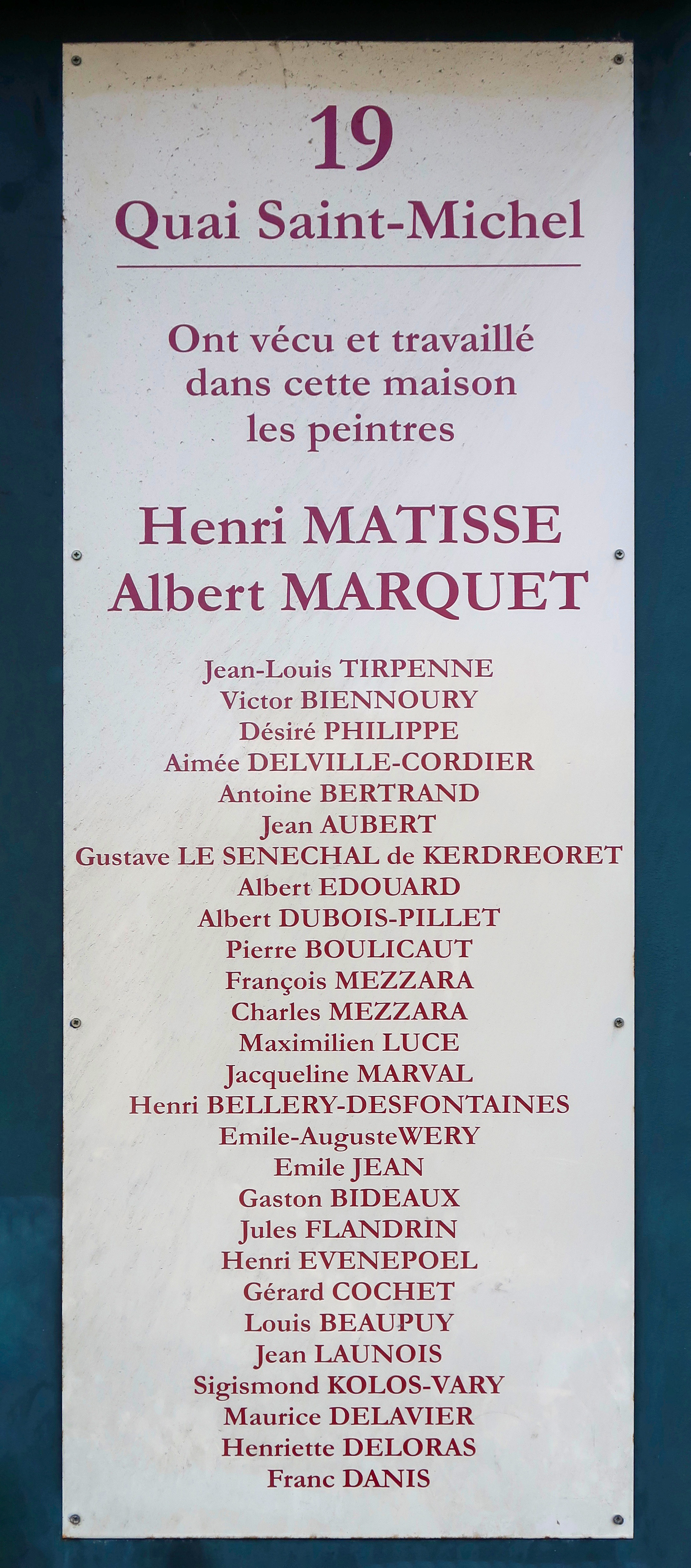
Plaque au no 19, en hommage notamment aux peintres Henri Matisse et Albert Marquet, qui y ont vécu et travaillé.

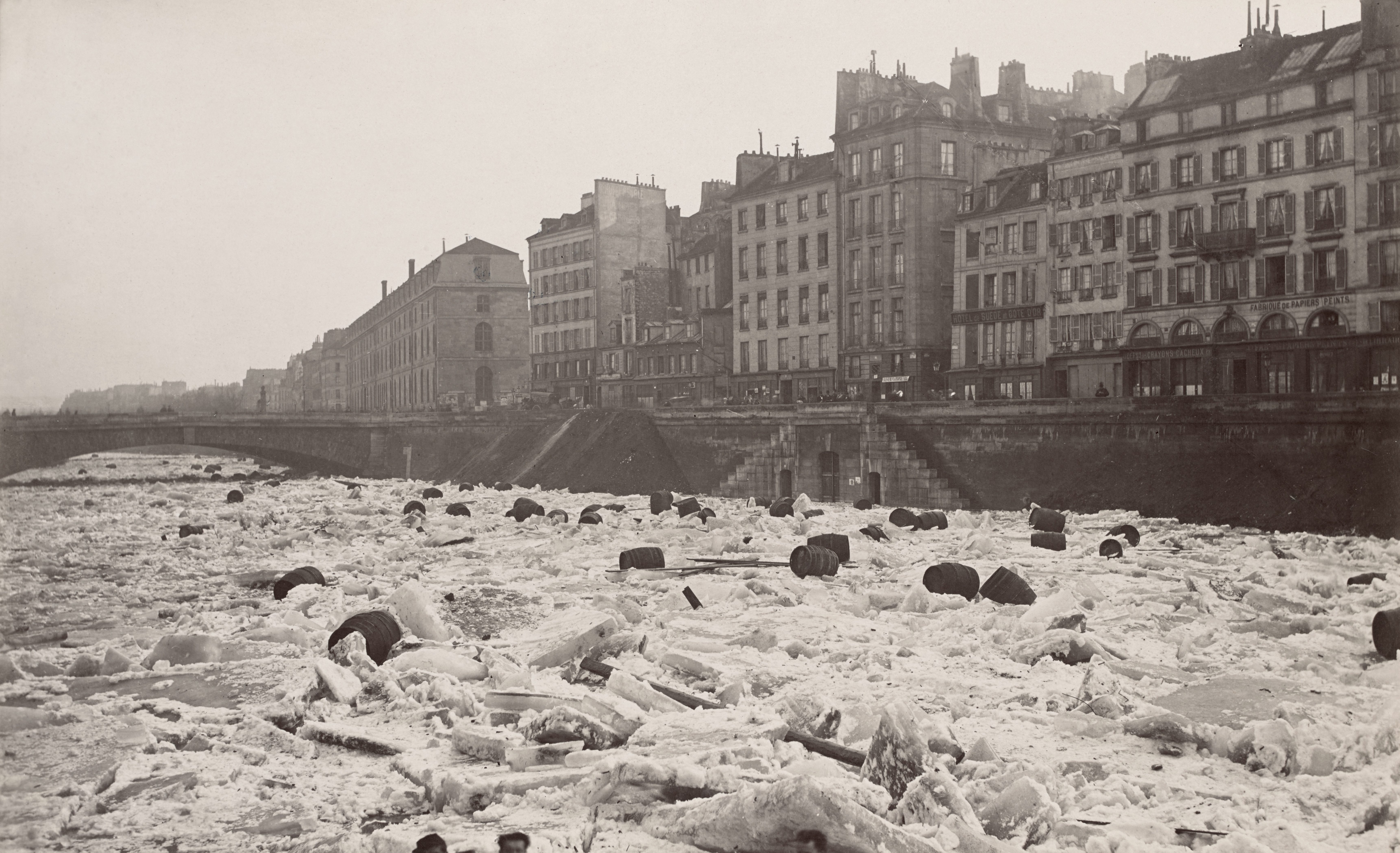
Les nos 1 à 19 du quai Saint-Michel en janvier 1880, lors de la débâcle de la Seine. À l'arrière-plan, au-delà du Petit-pont le quai de Montebello avec l'annexe Saint-Charles de l'ancien Hôtel-Dieu, démolie fin 1908 ou début 1909.

- No 1 (et no 2 place du Petit-Pont) : au café de l'hôtel Notre-Dame Saint Michel fut créé le 8 novembre 1948 le mouvement Cobra. Les chambres de l'hôtel ont été rénovées et décorées par le grand couturier français Christian Lacroix, reconverti dans le design et la mise en scène.
- No 3 : immeuble datant du second quart du XVIIIe siècle, auquel sont également attribués les nos 5 et 7 et, côté rue de la Huchette les nos 4 et 6[7]. L'artiste peintre et plasticien Roger Bezombes (1913-1994) s'établit au no 3 vers la fin des années 1930, dans un atelier qu'il conserva toute sa vie[8], quoiqu'il fût, à partir des années 1950, propriétaire d'un mas provençal à Maillane[9].
- No 13 : immeuble du XVIIIe siècle. Il est le premier bâtiment à avoir été aligné sur le nouveau quai[10].
- No 15 : maison de l'époque d'Henri IV (1553-1610)[11] abritant l'hôtel Les Rives de Notre-Dame, précédemment Hôtel de Suède (Hôtel de Suède et Côte d’Or en 1880). François-Fortuné Guyot de Fère cite la maison dans son Annuaire des artistes français de 1832 comme étant la résidence du graveur Achille Désiré Lefèvre. En 1959, Jean-Luc Godard choisit l'Hôtel de Suède comme décor réel pour le tournage de certaines séquences de son film À bout de souffle, avec Jean Seberg et Jean-Paul Belmondo dans les rôles principaux. L'intérieur de la chambre 12 avait néanmoins été reconstitué en studio[12].
- No 17 anciennement no 13 (jusqu'à la moitié du XIXe siècle) : cet immeuble de trois travées et quatre étages, bâti puis tenu pendant des décennies comme hôtel meublé par la famille d'un ancien soldat de la garde nationale nommé Petit, portait en 1827 l'enseigne Hôtel de l'Étoile du Nord[13], lorsque le jeune écossais Thomas Guthrie (1803-1873), qui poursuivit ses études de théologie à Paris y séjourna. Le pasteur philanthrope y revint en 1856 pour une visite de courtoisie et rencontra la plus jeune des trois filles du couple Petit, qui avait pris la succession. Guthrie, jugeant pourtant souvent et sévèrement le caractère et les mœurs des Français a décrit l'atmosphère accueillante et chaleureuse de cet établissement et vanta les mérites de ses hôtes, la famille, selon lui, la plus honorable et respectable de Paris[14].
- No 19 : immeuble de rapport de la première moitié du XIXe siècle dont les bâtiments annexes ont pour adresses les nos 22 et 24 rue de la Huchette. La façade principale donnant sur la Seine se distingue par une arcade à cinq baies cintrées. Elle présente une élévation de trois étages à cinq travées au-dessus du rez-de-chaussée et de l’entresol, ainsi qu'un niveau de combles aménagé en habitations. L'accès se fait par une porte centrale à battant double inscrite dans une ouverture qui dépasse le rez-de-chaussée pour se terminer, au niveau de l'entresol, en arc de plein cintre entièrement occupé par une fenêtre. Hormis un cartouche à la clé d'arc de la travée centrale – seul  décor sculpté remarquable de la façade – les quatre baies reparties par deux de chaque côté suivent le même schéma. Au-dessus de chacune des cinq clés d'arc une applique murale supporte une lanterne vitrée suspendue. Des fenêtres à la française, munies de persiennes et de garde-corps au décor recherché, placés à la verticale des arcs assurent l'éclairage des étages, des fenêtres plus petites celui des logements des combles. Seul le deuxième étage bénéficie, devant la fenêtre centrale, du privilège d'un balcon. Le bel équilibre de cette façade sobre et harmonieuse est aujourd'hui rompu au niveau des combles, où une des petites fenêtres a été remplacée par une grande baie vitrée. D'autre part, les ajouts – tels que auvents de couleurs variées et drapeaux – apportés à la façade par les établissements commerciaux et de restauration qui occupent le rez-de-chaussée, empêchent le promeneur d'apprécier les belles lanternes.

Le peintre d'histoire François Victor Eloi Biennourry (1823-1893) aménagea dans cet immeuble en 1852 et y décéda en 1893. Le peintre Albert-Jules Édouard, d'origine caennaise, y tint son atelier de 1870 à 1919.
Albert Dubois-Pillet (1846-1890), militaire et peintre pointilliste y disposa d'un atelier avant sa mutation au Puy en 1889.
Léon Vanier (1844-1896) tient sa librairie de 1878 à sa mort.
Henri Matisse (1869-1954) occupe un atelier au troisième étage de 1895 à 1907, puis au quatrième en 1913.
Henri Bellery-Desfontaines (1867-1909) occupe également un atelier de 1895 à 1901.
Albert Marquet (1857-1947) aménage en janvier 1908 dans l'atelier laissé vacant par Matisse.
En face, avec ses boîtes de bouquiniste, officiait le marchand d'estampes L. Joly.
- No 23 : face à cet emplacement, Joseph Gibert installa en 1886 sa boite de bouquiniste, premier rayon de la future librairie Gibert[19].

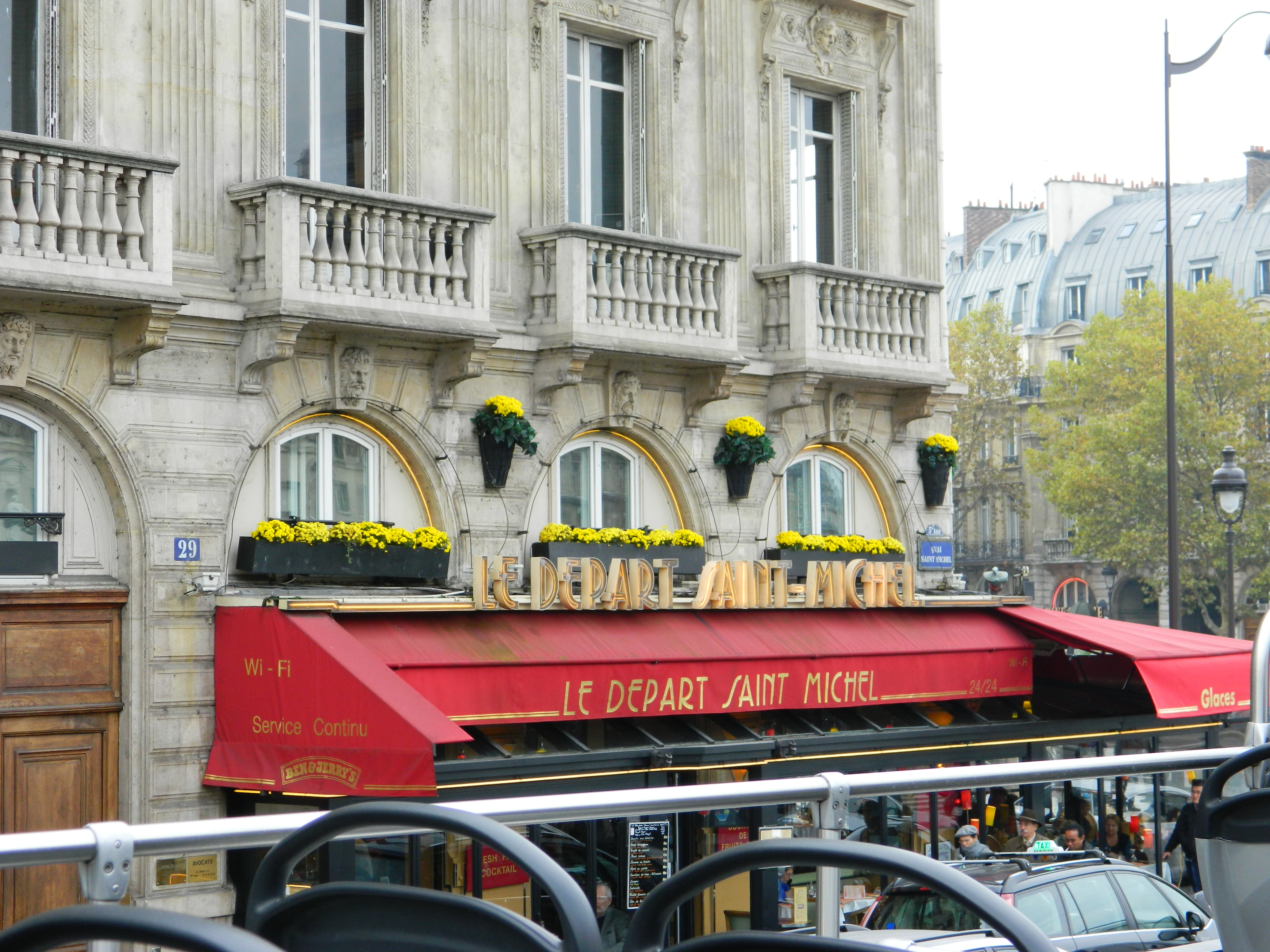
29, quai Saint-Michel, en 2012.

- No 29 (et no 1 place Saint-Michel) : immeuble à usage mixte construit en 1867[20] à l'emplacement d'une maison d'angle antérieure qui donnait à la fois sur le quai et sur l'ancienne place du pont Saint-Michel et qui portait le dernier numéro du quai, à savoir le no 25 en 1844[21], respectivement le no 27 en 1855[22]. La nouvelle place, ouverte en 1855, reçut en 1865 le nom de place Saint-Michel. Les façades des constructions qui s'élevèrent alors autour de cette place furent soumises à une servitude architecturale et conservent jusqu'à ce jour leurs baies toutes identiques. Le nouvel immeuble d'angle bâti en 1867 reçut le no 29 quai Saint-Michel et le no 1 place Saint-Michel et fut soumis à cette servitude.
Le 5 mai 1886, le médecin légiste et aliéniste Henri Legrand du Saulle (1830-1886), médecin-chef de la Salpétrière, officier de la Légion d'honneur, décéda dans cette maison, en son domicile[23].

### Emplacements non identifiés
- En 1820, Zélie Bidauld (1798-1876), née Marguerite-Rosalie Bidault, peintre portraitiste, logeait quai Saint-Michel « dans la maison de Monsieur Levrault »[24] ;
- en 1861, Joseph Soumy (1831-1863), artiste peintre et lithographe, vécut quai Saint-Michel dans un très petit appartement mansardé[25].

## Galerie

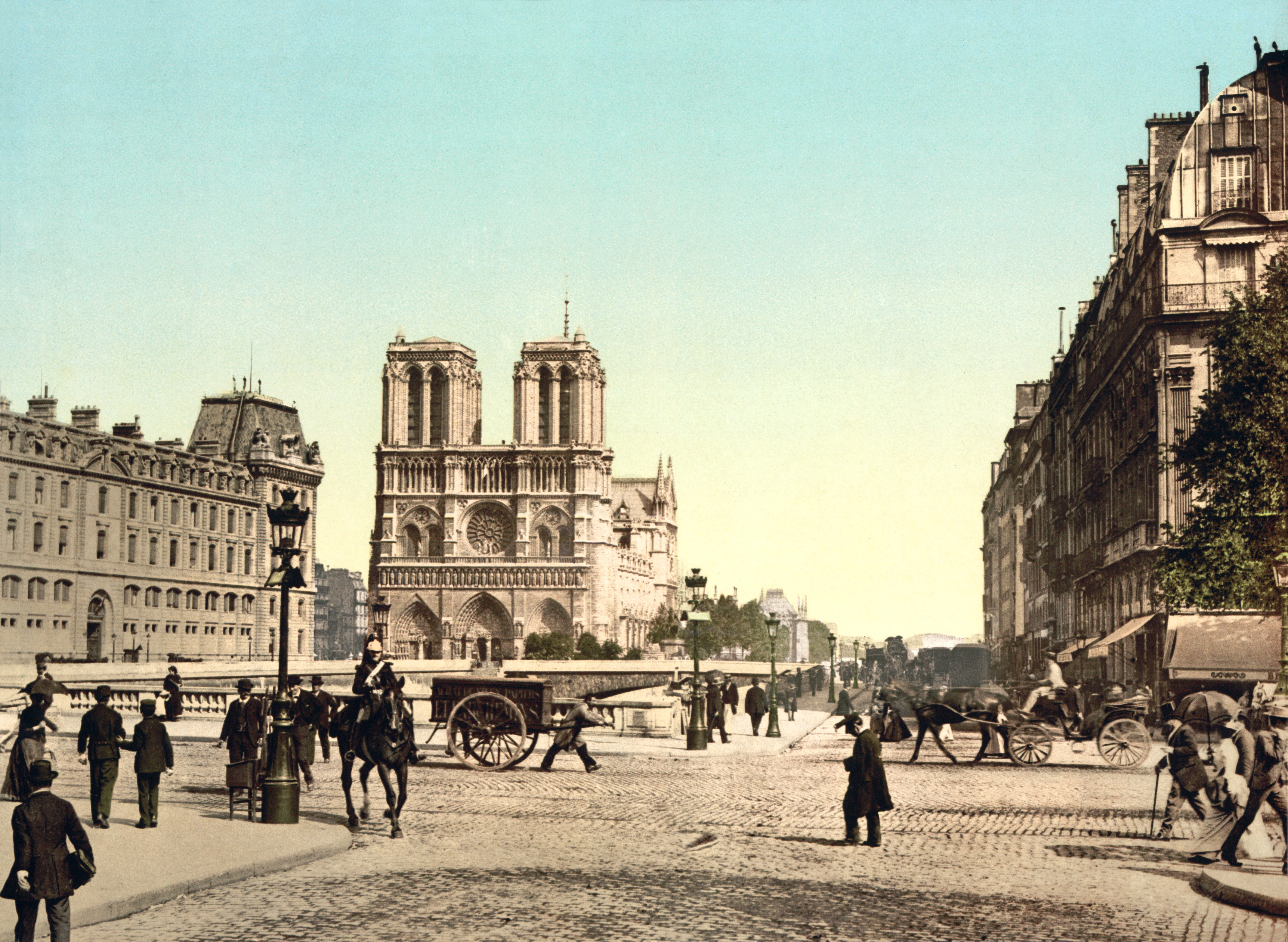
Le quai Saint-Michel vu depuis le quai des Grands-Augustins, vers 1895.
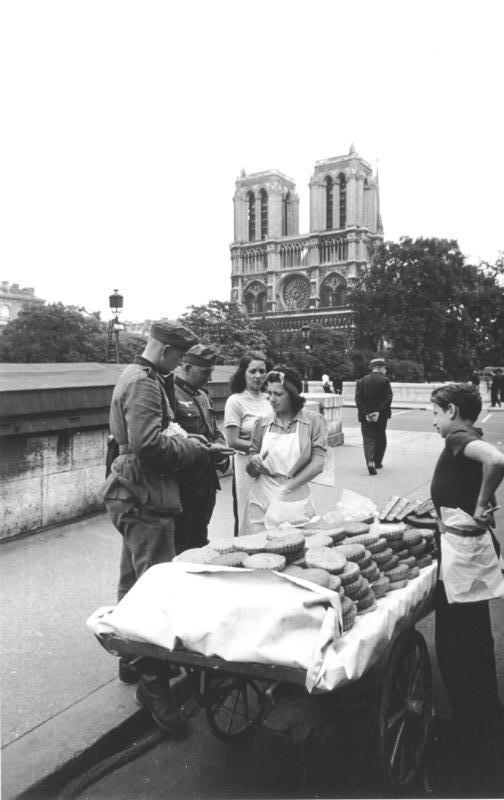
Le quai en juin 1940, sous l'occupation allemande.
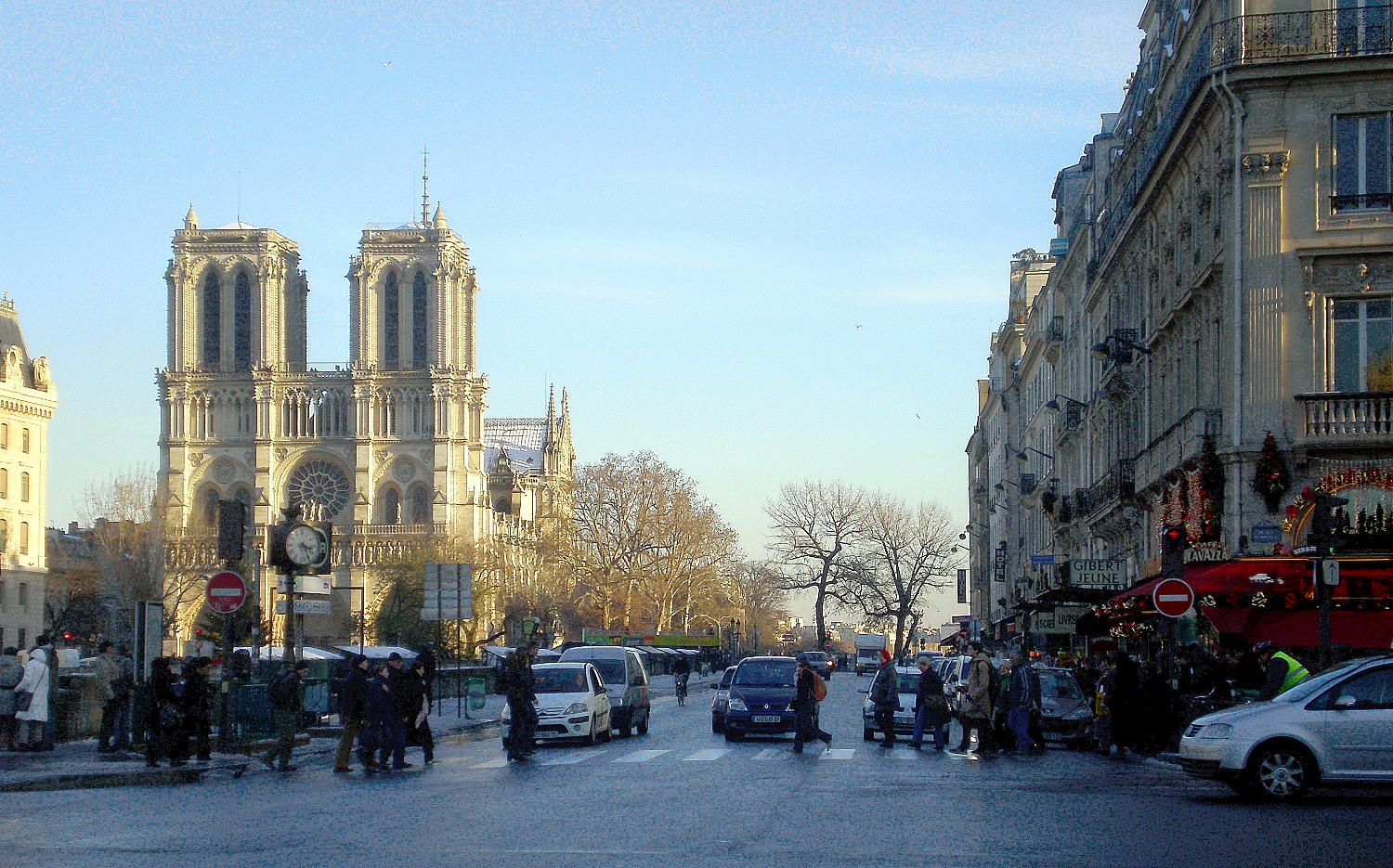
Le quai Saint-Michel en 2010.

## Le quai Saint-Michel vu par les peintres
- Maximilien Luce, Le Quai Saint-Michel et Notre-Dame de Paris, 1901, huile sur toile, Paris, musée d'Orsay.

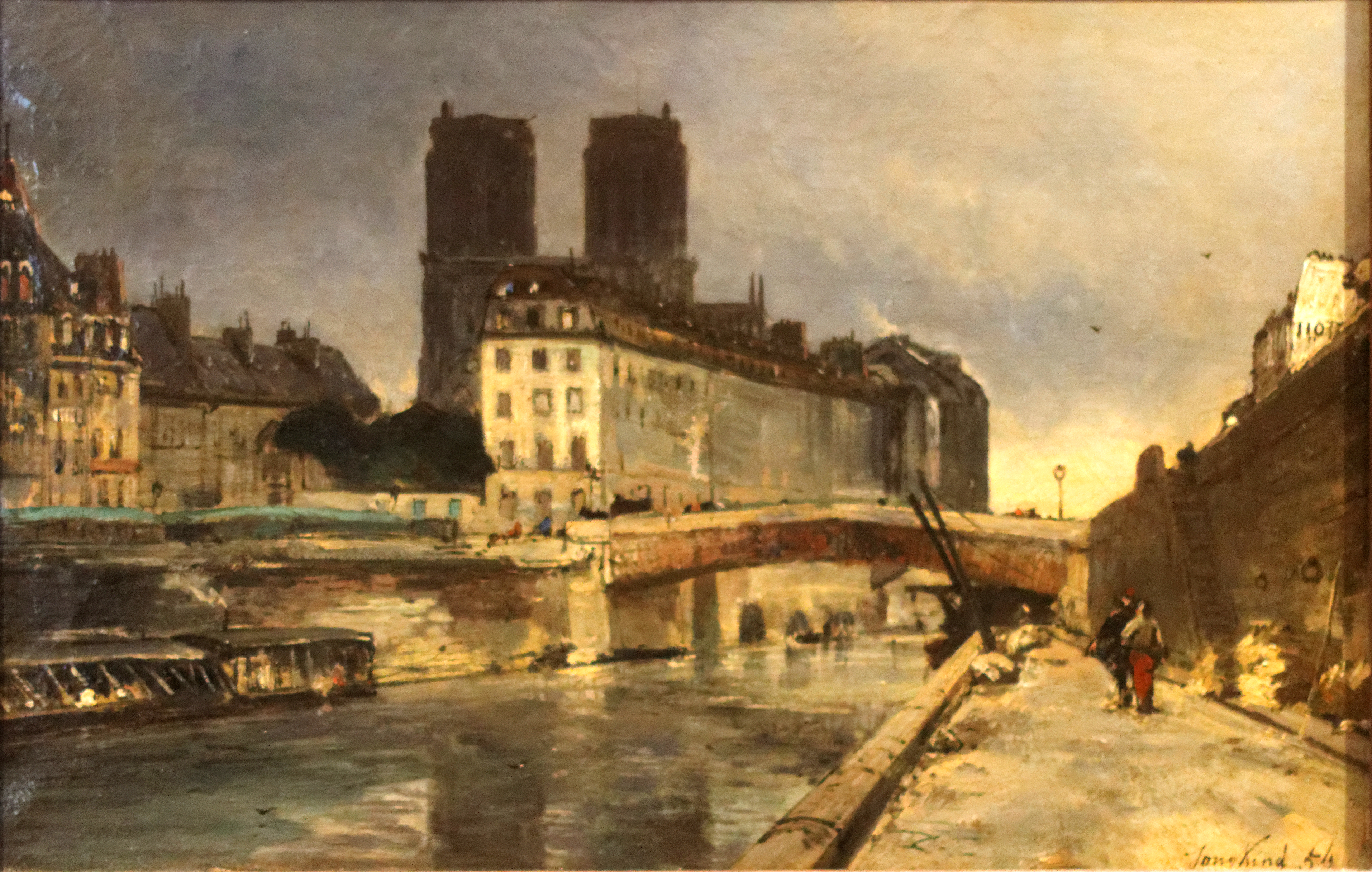
Notre-Dame de Paris vue du quai Saint-Michel avec le Petit Pont. Johan Barthold Jongkind, 1854. Musée du Louvre.
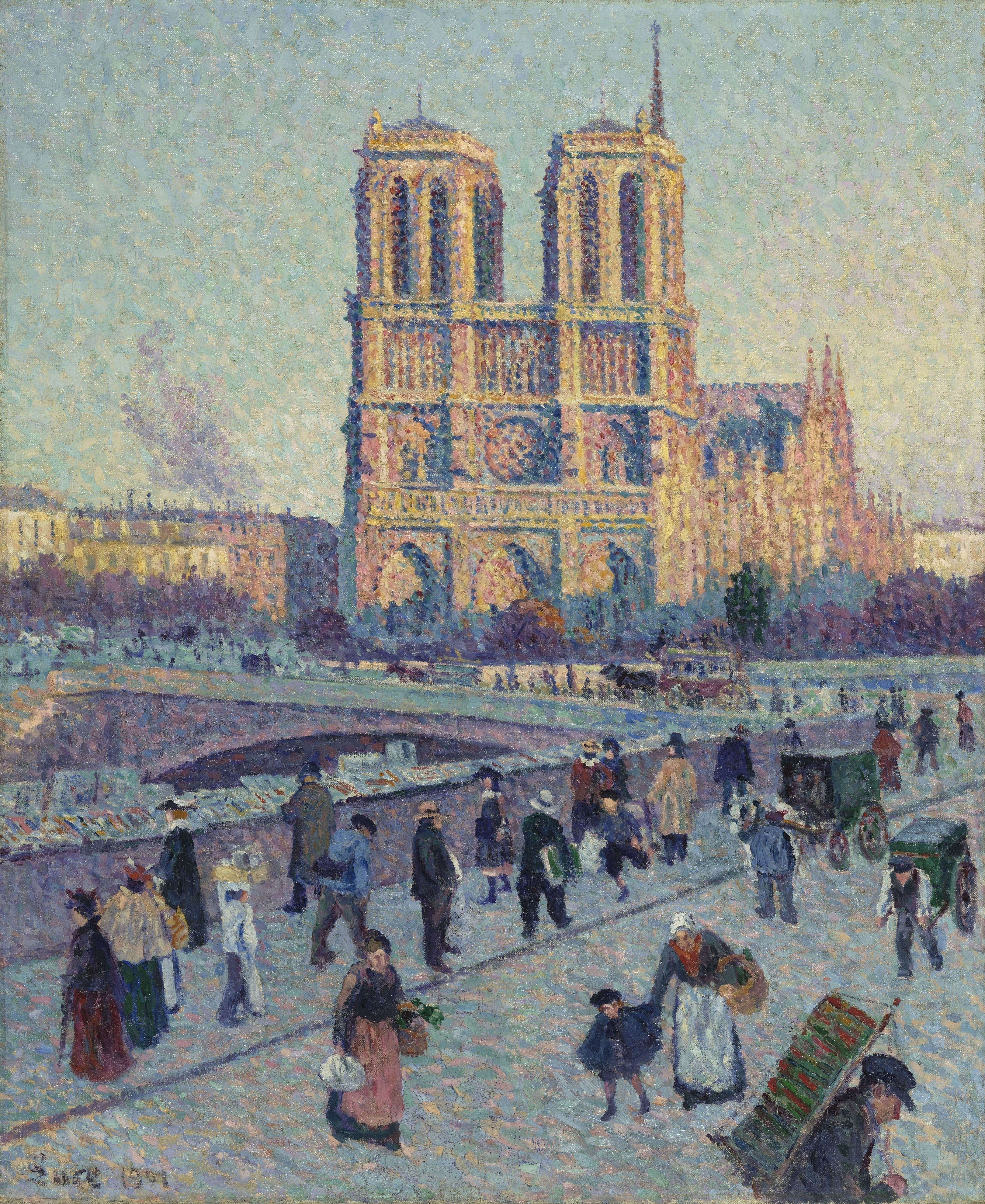
Le Quai Saint-Michel et Notre-Dame de Paris (Maximilien Luce).